# 戊酰氯
戊酰氯是一种有机化合物，化学式为C5H9ClO，它是戊酸的衍生物。它是无色液体，可由戊酸和草酰氯在二甲基甲酰胺催化下反应制得。它和二甲胺反应，可以得到N,N-二甲基戊酰胺。在三氯化铝催化下，它和苯甲硫醚反应，得到4-甲硫基苯基-1-戊酮。